# Camelia Florescu
Camelia Florescu (n. 21 noiembrie 1964) este o cântăreață de muzică ușoară, poetă și textieră română, din municipiul Craiova, județul Dolj.

## Educație și debut artistic
A debutat în toamna anului 1979, la cea de-a IV-a ediție a Festivalului-Concurs de Muzică Populară și Ușoară „Florile Tinereții” din Craiova, unde a fost distinsă cu Premiul I.
În aprilie 2001, a absolvit Facultatea de Drept din cadrul Universității Hyperion. De asemenea, în 2003, a absolvit și Școala de Turism Amfiteatru din București.

## Carieră muzicală
Din 1979 și până în 1986, a participat la numeroase Festivaluri și Concursuri Interjudețene, unde a obținut premii importante. Printre acestea, a fost distinsă cu Marele Premiu la Festivalul Trofeul Tinereții de la Amara, Ialomița (ediția 1985), a obținut Premiul II la secțiunea „Interpretare” a Festivalului Național de Muzică Ușoară de la Mamaia (ediția 1986) și a trecut cu brio primele două etape ale popularului concurs TV pentru tineri interpreți „Steaua fără nume” (Etapa 1 în 1985, Etapa II 1988).
În perioada 1985-1995, a înregistrat în jur de 17 de piese în primă audiție, pe muzica unor cunoscuți compozitori ai muzicii pop/ușoare românești, cum ar fi: Dan Ardelean, Toni Constantinescu, Marcel Dragomir, O. Dumitrescu, Ștefan Elefteriu, Aurel Giroveanu, Dinu Giurgiu, Jolt Kerestely, Constantin Popovici, Dan Ștefănică, Alexandru Willmany.
În perioada 1986-1996, a fost angajată ca solistă vocală la Ansamblul Artistic „Doina” al Armatei.
În perioada 1996-2004, a avut numeroase contracte în Egipt, în localitățile Hurghada, Ain Sohna și Nuweiba, unde a cântat la cele mai renumite hoteluri și localuri de acolo, cum ar fi: Mariott Hurghada, Melia Pharaoh Hotel, Hilton Plaza Hotel, Stella di Mare, Sheraton Miramar Hotel, Hilton Nur, Desert Rose Hotel.
Pe 22 noiembrie 2019, la locația „Monarh” din București, cu ocazia împlinirii a 55 de ani de viață și 40 de la debutul artistic, și-a lansat primul volum de poezii (la Editura Smart Publishing) și, totodată, primul album, ambele intitulate „Nu-s o fată ca oricare”. Albumul, apărut la Casa de Discuri „Eurostar”, conține 16 piese noi, pe versurile Cameliei Florescu și muzica unor cunoscuți compozitori români și basarabeni, cum ar fi: Ivan Aculov, Bela Andrasi, Oleg Baraliuc, Jimi El Laco (care a și orchestrat câteva piese de pe album), Ovidiu Komornyik, Virgil Popescu, Francisc Reiter. Pe disc există și un duet al Cameliei Florescu cu artistul italian Antonio Pasarelli.
În 2020, ca textier, împreună cu compozitorul Bela Andrasi, a participat la trei importante festivaluri de gen: Festivalul Național de Interpretare și Creație „Mamaia Copiilor”, Festivalul Național de Romanțe „Crizantema de Aur” și Festivalul Internațional pentru Copii „Volare” din Piatra Neamț. La cel din urmă, au fost distinși cu Premiul I la secțiunea „Creație”, pentru piesa „Teoneria”, interpretată de Teona Răchieru.

## Activitate literară
Camelia Florescu este poetă și textieră. Prima sa poezie a fost publicată 1981 în ziarul local Înainte din Craiova. Din 2013, este prezentă într-o serie de antologii de poezie colective.
În 2019 a publicat volumul de poezie Nu-s o fată ca oricare, la Editura Smart Publishing. În 2024 a publicat volumul de poezie în ediție bilingvă română-engleză Rănile ierbii/Grass Wounds, în cadrul Colecției Biblioteca Giurgiuveană.